# Форт Санта-Крус
Форт Санта-Крус является одним из трёх фортов Орана, второго по величине портового города Алжира; другими двумя фортами Форт-де-ла-Муне в западной части порта и Форт Сент-Филип в центре Орана, который был построен вместо старого Замка Святых, был известной испанской как Castillo de los Santos. Эти три форта соединены между собой тоннелями. Форт Санта-Крус был построен испанцами между 1577 и 1604 на вершине д’Айдур свыше заливом Оран в Средиземном море, на высоте более 400 метров (1312 футов). В 1831 году французы заняли Оран и форт.
Рядом с фортом находится небольшая часовня, известная как часовня Санта-Крус. Эта часовня была отреставрирована вместе с башней и огромной статуей Девы Марии, которая является репликой марсельской Нотр-Дам-де-ла-Гард, но стилизована как Нотр-Дам-дю-Салют-де-Санта-Крус.

## География
Форт расположен на высоте около 400 метров (1300 футов) на горе Мурджаджо, также известной как Пик д’Айдур, откуда открывается захватывающий вид на Мерс-эль-Кебир, стратегический военный порт Орана. Под замком, на склоне холма, находится часовня Девы Марии, которая является местом паломничества для католиков.

## История
Первая крепость была построена турками. После победы испанцев над турками в XVI веке, был восстановлен Форт Санта-Крус. Испанцы правили Ораном примерно 300 лет (до 1792 года). В прошлом, в крепости Санта-Крус размещались губернаторы города Оран.
По испанской власти город продолжал расти, что потребовало расширения городских стен. Несмотря на усовершенствованные укрепления, город был объектом неоднократных нападений. В 1791 году большая часть Орана была повреждена землетрясением. В 1831 году город был занят французами.
Санта-Крус был самым высоким из трёх фортов, построенных испанцами над городом Оран, который было преимущественно мусульманским городом со зданиями преимущественно мавританской архитектуры. Чтобы продемонстрировать преимущество «Полумесяца над Крестом», напротив форта на большей высоте местными жителями была построена часовня Марабут. Эта часовня была увенчана полумесяцем на белом куполе. Испанцы оставили город в 1792 году, после землетрясения 1791 года. Когда французы заняли город, мусульмане мигрировали во внутренние части Алжира, но большинство из них вернулась после поражения Абд аль-Кадира.

## Архитектура
Форт построен между 1577 и 1604 годами, занимает стратегическое положение. Укрепления форта состоят из толстых и непрерывных стен, окружностью в два с половиной километра, прочными башнями между ними и центральным замком или касбой, где испанцы основали свою штаб-квартиру. Для возведения форта использовалось железо, дерево, песок, известь и вода, которые доставляли сложными путями с помощью канатов. Несколько раз форт расширялся вглубь холма после неоднократных атак противника. Между всеми фортами существует подземная связь, кроме этого, под городом проходят галереи с выходами в разных частях холма.
В форте находится система сбора дождевой воды. Самая большая цистерна вмещает 300000 литров.

### Часовня Санта-Крус
Часовня Санта-Крус была построена епископом Оранским в месте, где он нёс статую Девы Марии в процессии из жителей города, в память о чудесном избавлении города от эпидемии холеры в 1847 году, когда все население города молило о дожде. После окончания дождя, в память о чуде, напротив форта была построена часовня, которая была названа церковью Санта-Крус. С момента получения Алжиром независимости в 1962 году, в день Вознесения Господня жители Орана и прилегающих районов отдают дань Деве Марии, совершая паломничество по горной тропе к часовне.

## Галерея

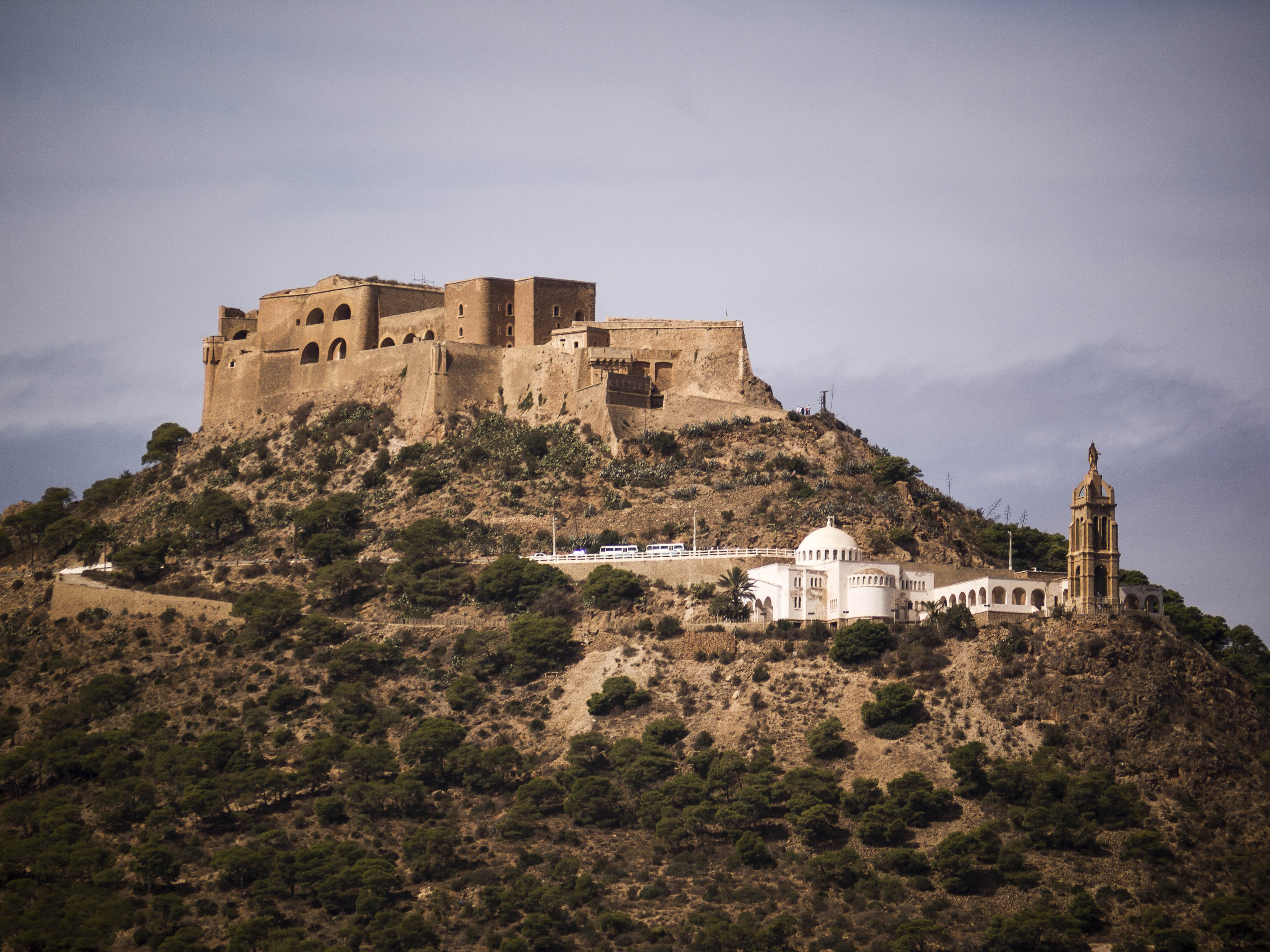
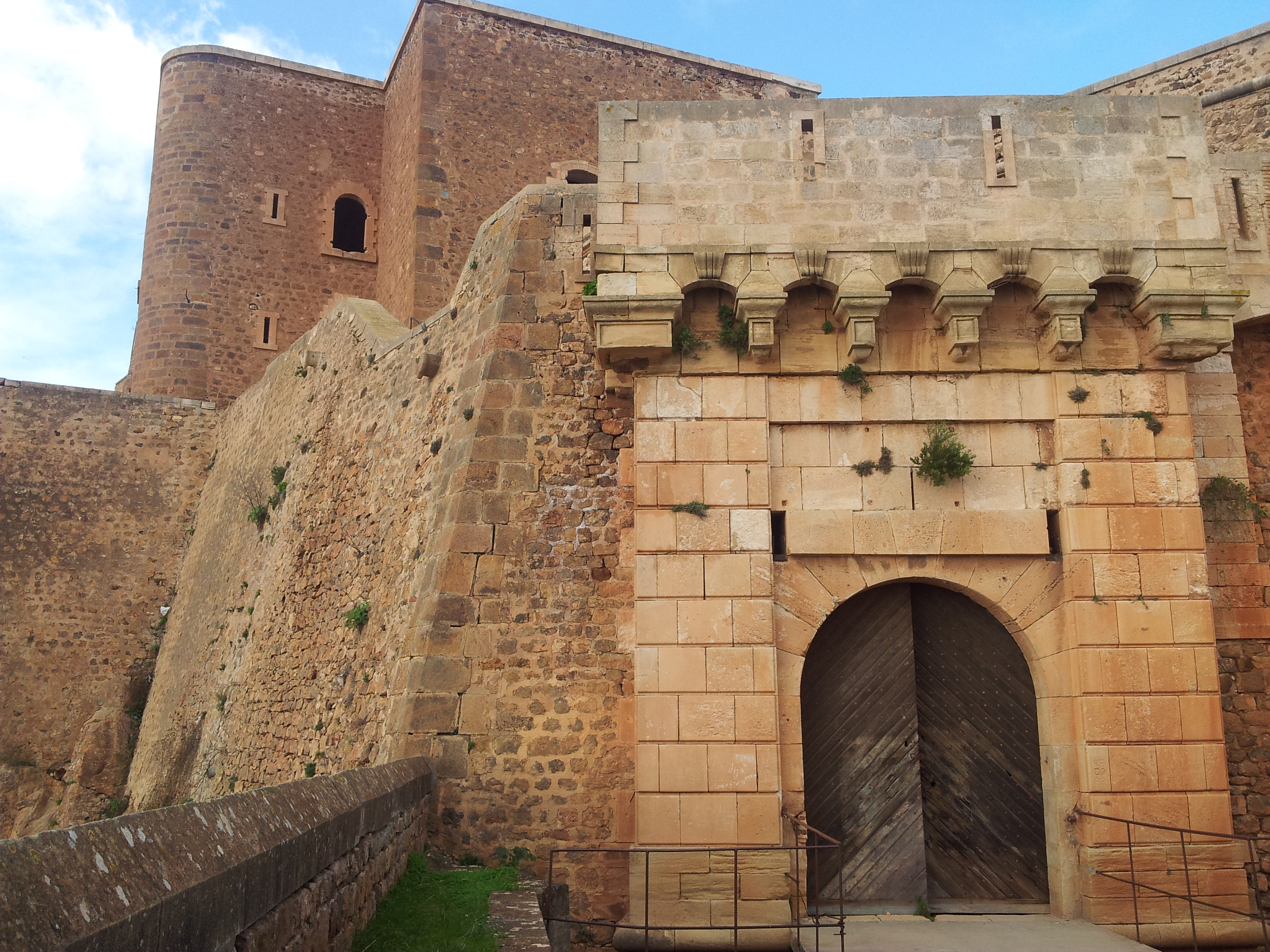
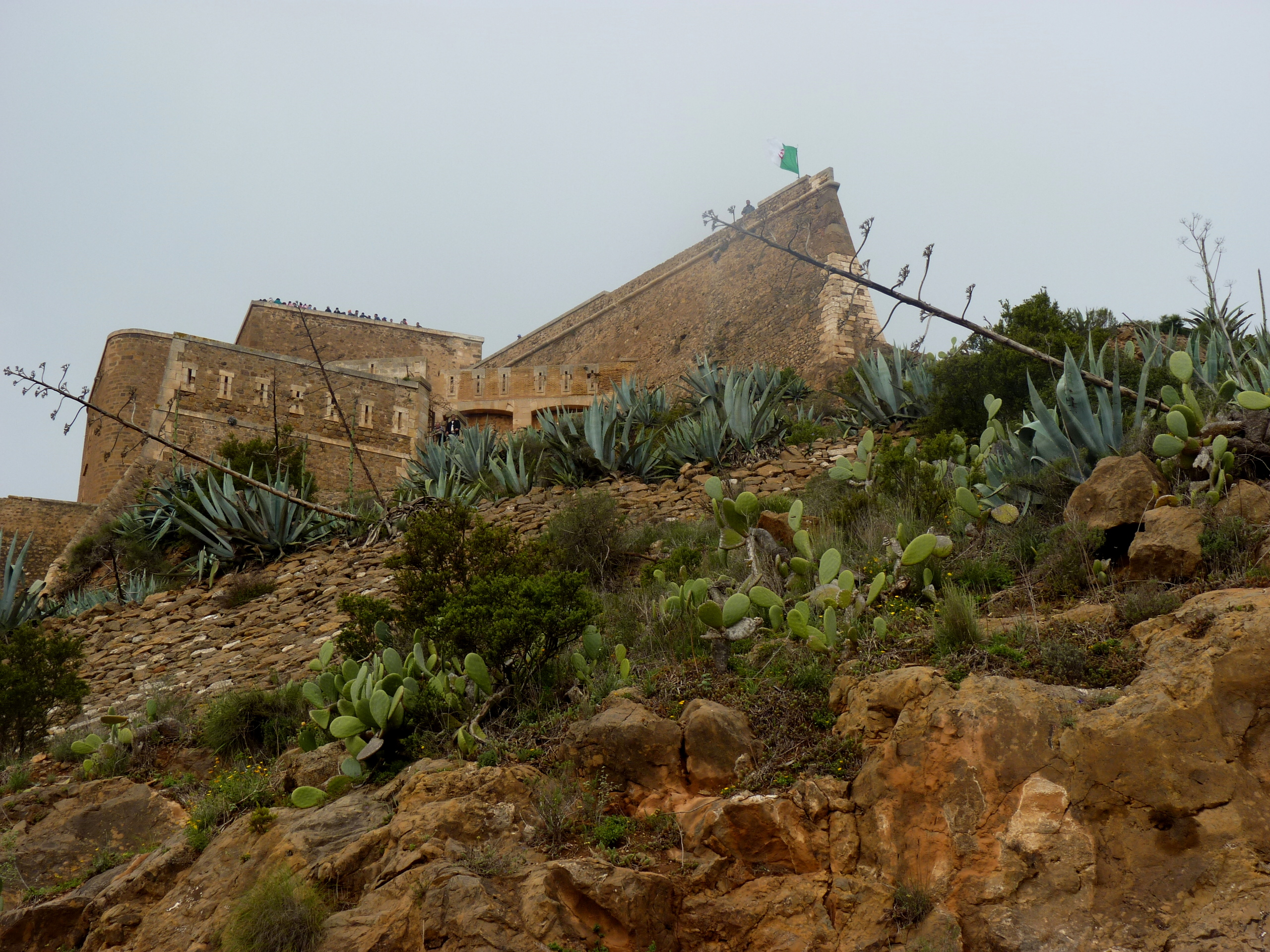
Северная часть форта
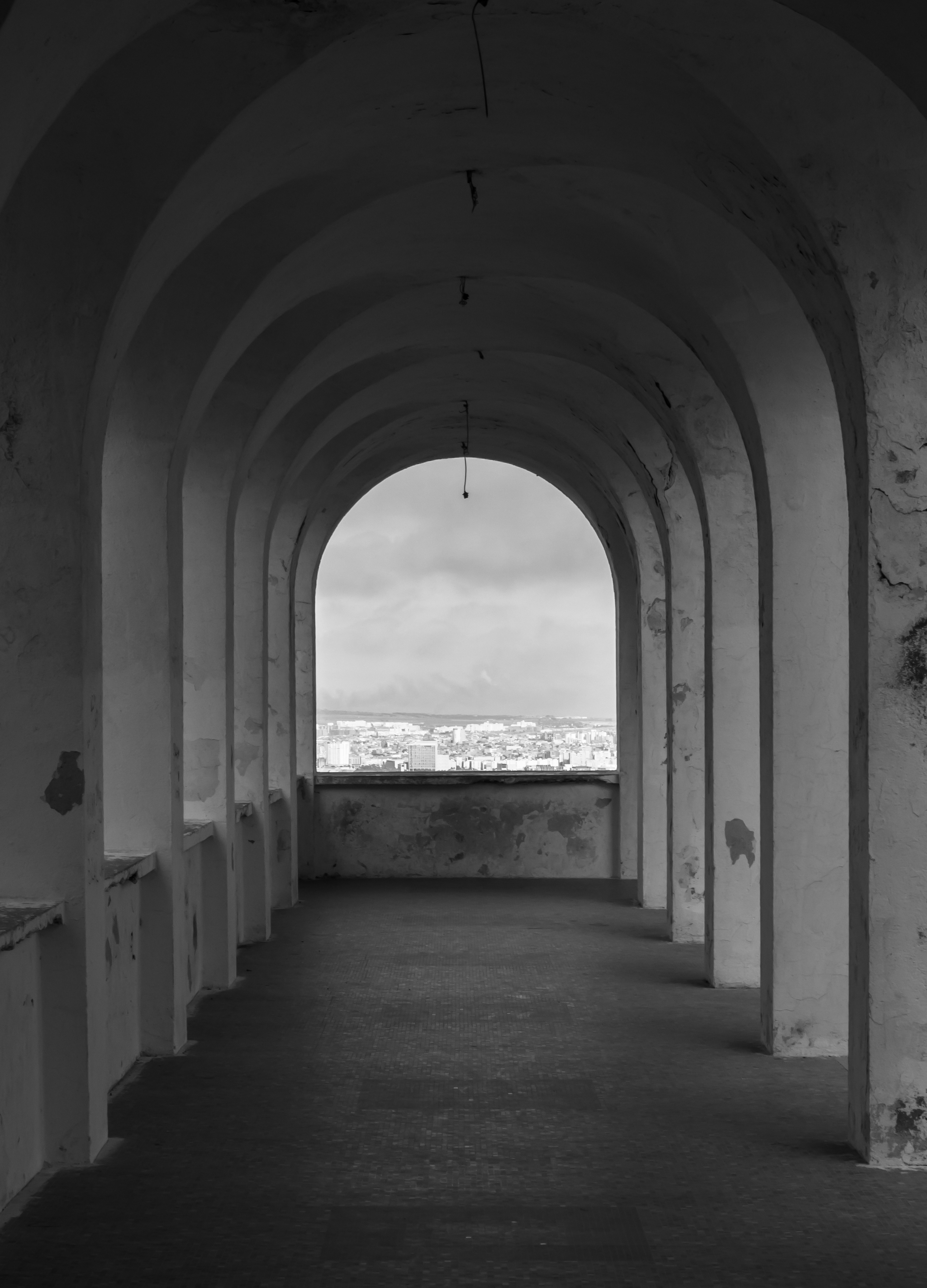
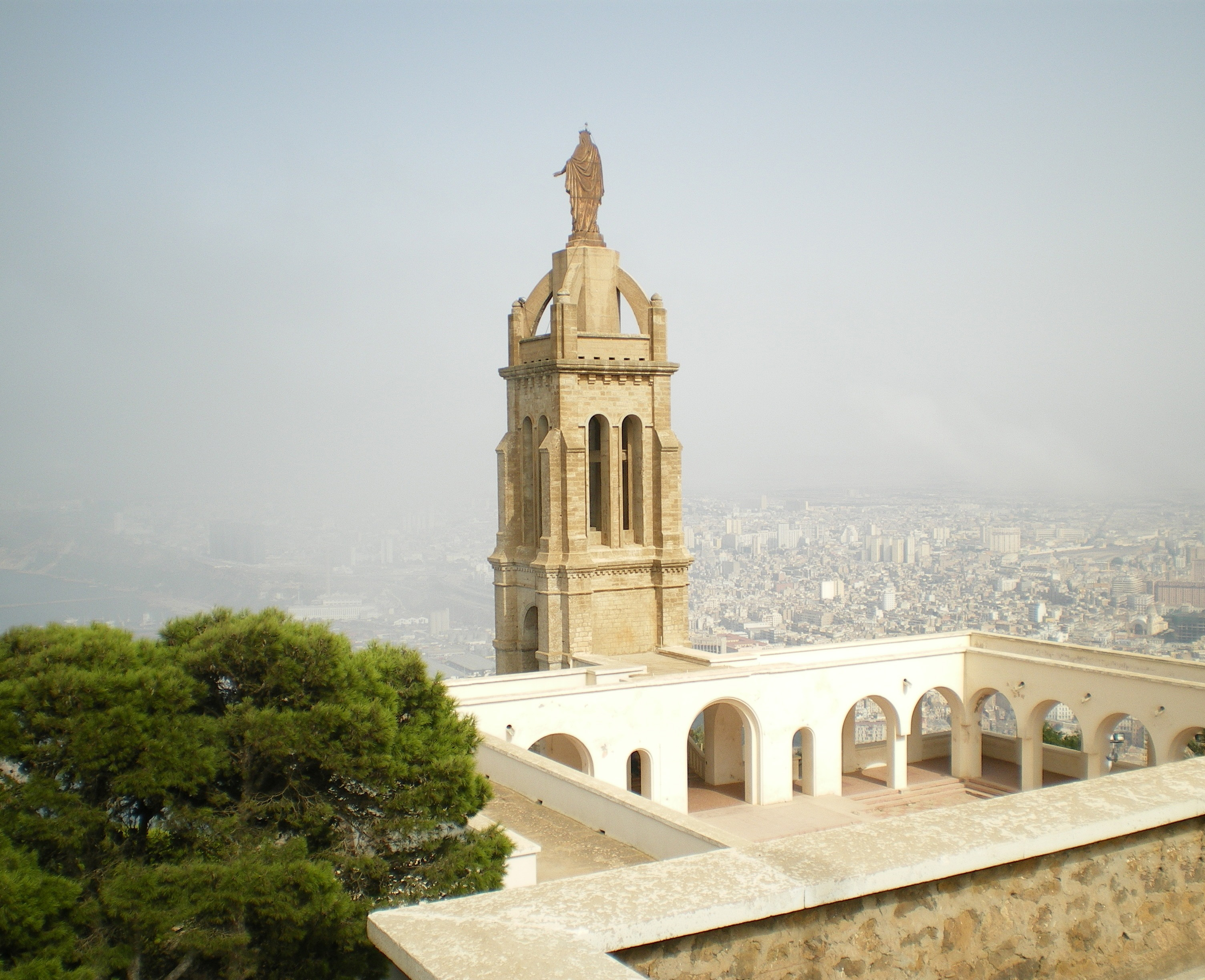